# Geallieerde namen voor Japanse vliegtuigen in de Tweede Wereldoorlog
De geallieerde namen voor Japanse vliegtuigen in de Tweede Wereldoorlog waren namen, vaak beschreven als codenamen, die door de geallieerden werden gegeven aan Japanse vliegtuigen tijdens de Tweede Wereldoorlog om ze te identificeren. Over het algemeen werden westerse mannennamen gegeven aan jachtvliegtuigen, vrouwennamen aan bommenwerpers, transportvliegtuigen en verkenningsvliegtuigen, vogelnamen aan zweefvliegtuigen en de namen van bomen aan Lesvliegtuigen
Het gebruik van de namen begon halverwege 1942 en werd vanaf begin 1943 wijdverbreid onder geallieerde tot het einde van de oorlog in 1945. Ook na de oorlog zijn veel westerse bronnen zijn de namen blijven gebruiken.

## Geschiedenis
Tijdens de Pacifische oorlog hanteerden verscheidene Japanse militaire instanties verschillende benamingen voor vliegtuigen. Zo had elk toestel een officiële militaire aanduiding, die bestond uit een rol van het vliegtuig en het Japanse jaar waarin het vliegtuig in dienst trad. De militaire benaming van de Mitsubishi A5M was bijvoorbeeld de "Marine Type 96 vliegdekschip jager". Type 96 betekende dat het vliegtuig in keizerlijk jaar 2596 in dienst was getreden, gelijk aan het Gregoriaanse kalenderjaar 1936. Andere vliegtuigen die in hetzelfde jaar in dienst waren getreden, hadden echter hetzelfde typenummer; vliegtuigen zoals de Type 96 Vliegdekschip Bommenwerper en de Type 96 Land aanvalsvliegtuig. Daarbuiten Gebruikte het Koku Hombo, het luchtvaartbureau van het leger, een oplopend Kitai nummer, bijvoorbeeld Ki-45, terwijl de Japanse Keizerlijke Marineluchtmacht een code gebruikte bestaande uit de rol van het vliegtuig, de fabrikant en het keizerlijk jaar zoals de Mitsubishi G4M.
Door de Amerikanen werden jachtvliegtuigen aanvankelijk aangeduid als Zero's en bommenwerpers als Mitsubishi's. Om verwarring te voorkomen werd aan de Technical Air Intelligence Unit in Australië de taak gegeven de vliegtuigen te labelen. Toch hadden ontdekkingen van officiële Japanse benamingen weinig nut. Ze waren onhandig en de lijst was incompleet. Toen halverwege 1942 het aantal Japanse vliegtuigen begon toe te nemen, werd duidelijk dat een nieuwe methode voor identificatie nodig was; het toekennen van korte, gemakkelijk te onthouden namen. 
In juni 1942 werd kapitein Frank T. McCoy, een inlichtingenofficier van de USAAF hoofd van de TAIU. McCoy's team bestond uit twee man; technisch sergeant Francis M. Williams en korporaal Joseph Grattan. Ze begonnen met als eerste met het opdelen van de Japanse vliegtuigen in twee categorieën, met jongensnamen voor jachtvliegtuigen en meisjesnamen voor de rest, hoewel dit later verder opgesplitst werd.  
McCoy kwam uit Tennessee, en liet zich in het begin veel inspireren door zijn zuidelijke achtergrond waardoor veel vliegtuigen Hillbilly bijnamen kregen zoals Rufe, Nate, Pete en Zeke. Ook werden toestellen vernoemd naar bekenden van het team.  
McCoys systeem was populair en verspreidde zich snel en tegen het einde van 1942 werd de lijst officieel in gebruik genomen door United States Armed Forces. Twee maanden later nam ook het Britse Air Ministry de lijst in gebruik. McCoy en zijn team bleven gedurende de hele oorlog bezig met het bijwerken van de lijst, die tegen het eind 122 namen bevatte.
Namen werden toegekend op basis het volgende schema, hoewel uitzonderingen zoals de Zero voorkwamen. 
| Jachtvliegtuigen Verkenningsvliegtuigen met één motor.                    | mannelijke voornamen                               |
| Bommenwerpers Verkenningsvliegtuigen met meerdere motoren Vliegende boten | Vrouwelijke voornamen                              |
| Transportvliegtuigen                                                      | Vrouwelijke voornamen beginnende met de letter "T" |
| lesvliegtuigen                                                            | Namen van bomen                                    |
| Zweefvliegtuigen                                                          | Namen van vogels                                   |

## Lijst met namen
| Geallieerde codenaam               | vliegtuig                        | Officiële aanduiding                                   | Opmerkingen |
| ---------------------------------- | -------------------------------- | ------------------------------------------------------ | --- |
| Abdul                              | Nakajima Ki-27                   | Leger Type 97 Jager                                    | Gereserveerd voor de niet bestaande Marine Type 97 jager, in China, Burma en India gebruikt voor de Ki-27. Vanaf 1943 werd alleen nog "Nate" gebruikt. |
| Adam                               | Nakajima SKT-97                  | Marine Type 97 Jachtwatervliegtuig                     | Niet bestaan vliegtuig waarvan gedetailleerde tekeningen en beschrijvingen in omloop waren vroeg in de oorlog. |
| Alf                                | Kawanishi E7K                    | Marine Type 94 Verkenningswatervliegtuig               | |
| Ann                                | Mitsubishi Ki-30                 | Leger Type 97 Lichte Bommenwerper                      | |
| Babs                               | Mitsubishi C5M                   | Marine Type 98 Verkenningsvliegtuig                    | |
| Babs                               | Mitsubishi Ki-15                 | Leger Type 97 Commando Verkenningsvliegtuig            | De Ki-15 diende ook in de marine als de C5N, met codenaam "Norma" |
| Baka                               | Yokosuka MXY7                    | Marine Kamikazevliegtuig Ohka                          | "Baka" is Japans voor idioot. |
| Belle                              | Kawanishi H3K                    | Marine Type 90-2 Vliegende Boot                        | |
| Ben                                | Nagoya Sento-Ki 001              | -                                                      | Fictief vliegtuig. De verwarring ontstond na de ontdekking van een informatieplakkaat op een neergehaalde A6M, waarbij de naam Nagoya verkeerd werd aangezien als vliegtuigfabrikant, terwijl het de locatie van een Mitsubishi fabriek was. Nog geen jaar na de ontdekking werd de naam vervallen. De naan ben is vernoemd naar majoor Benjamin Cane, de leidinggevende van Frank McCoy.        |
| Bess                               | Heinkel He 111                   | Leger Type 98 Gemiddelde Bommenwerper                  | Omdat verwacht |
| Betty                              | Mitsubishi G4M                   | Marine Type 1 Land aanvalsvliegtuig                    | Vernoemd een kennis van Williams, nadat de ronde, uitstekende schutterskoepels hem deden denken aan de rondborstige verpleegster. |
| Bob                                | Nakajima E2N                     | Type 15 Verkenningswatervliegtuig                      | Toegekend aan de Aichi Type 97 en later de Kawanishi Type 97 jager, die later een verkeerd geïdentificeerde E2N bleek te zijn. Later toegekend aan de Ki-28. |
| Bob                                | Kawasaki Ki-28                   | -                                                      | |
| Buzzard (Buizerd)                  | Kokusai Ki-105 Otori             | -                                                      | |
| Cedar (Ceder)                      | Tachikawa Ki-17                  | Leger Type 95-3 Beginnerslesvliegtuig                  | |
| Cherry                             | Yokosuka H5Y                     | Marine Type 99 Vliegende Boot                          | |
| Clara                              | Tachikawa Ki-70                  | -                                                      | Vernoemd naar de schoonmoeder van McCoy. Bij de geallieerden was alleen de naam Ki-70 bekend uit documenten zonder dat men wist hoe het daadwerkelijke toestel eruitzag. |
| Claude                             | Mitsubishi A5M                   | Marine Type 96 Vliegdekschip Jager                     | Vernoemd naar een Australische vriend van McCoy |
| Clint                              | Nakajima Ki-27                   | Leger Type 97 Jager                                    | |
| Cypress                            | Kokusai Ki-86                    | Leger Type 4 Beginnerslesvliegtuig                     | |
| Cypress (Cipres)                   | Kyushu K9W                       | Marine Type 2 Beginnerslesvliegtuig                    | |
| Dave                               | Nakajima E8N                     | Marine Type 95 Verkenningswatervliegtuig               | |
| Dick                               | Seversky A8V                     | Marine Type S Tweezits Jager                           | |
| Dinah                              | Mitsubishi Ki-46                 | Leger Type 100 Commando Verkenningsvliegtuig           | |
| Doc                                | Messerschmitt Bf 110             | -                                                      | Verwacht werd dat geïmporteerde Duitse ontwerpen gebruikt zouden worden. Waarnemingen van Japanse twee motorige vliegtuigen leidde tot de toekenning van de codenaam Doc. |
| Doris                              | Mitsubishi B-97                  | -                                                      | Niet bestaand vliegtuig. Hoewel het vliegtuig aan het begin van de oorlog uitvoerig is beschreven, heeft Japan nooit een soortgelijk vliegtuig gebouwd of geïmporteerd. |
| Dot                                | Yokosuka D4Y                     | Marine Type 2 Vliegdekschip Verkenningsvliegtuig       | De Yokosuka had aanvankelijk twee codenamen voordat men doorhad dat het om hetzelfde vliegtuig ging. |
| Edna                               | Mansyu Ki-71                     | Leger Type 99 Aanvalsvliegtuig                         | |
| Emily                              | Kawanishi H8K                    | Marine Type 2 Grote Vliegende Boot                     | |
| Eva/Eve                            | Mitsubishi Ohtori                | -                                                      | Civiel recordpoging vliegtuig, verkeerd gerapporteerd as in dienst zijnde bij de marine. Aanvankelijk was de naam Eva, maar dit werd later veranderd in Eve om de uitspraak makkelijker te maken. |
| Frances                            | Yokosuka P1Y                     | Marine Land Bommenwerper                               | Omdat de P1Y aanvankelijk werd gerapporteerd als een twee motorige jager werd de mannelijke naam Francis gegeven. Toen later bleek dat het toestel een bommenwerper was, werd dit veranderd in Francis. |
| Frank                              | Nakajima Ki-84                   | Leger Type 4 Jager                                     | Vernoemd naar Frank McCoy zelf. |
| Fred                               | Focke-Wulf Fw 190                | -                                                      | |
| Gander (Volwassen mannelijke Gans) | Kokusai Ku-8                     | Leger Type 4 Speciaal Transport Zweefvliegtuig         | aanvankelijk Goose genoemd, maar dit werd veranderd in Gander om verwarring met de Amerikaanse Grumman JRF Goose te voorkomen. |
| George                             | Kawanishi N1K-J                  | Marine IOnderscheppingsjager                           | Vernoemd naar vluchtsergeant George Remmington. |
| Glen                               | Yokosuka E14Y                    | Marine Type 0 klein Verkenningswatervliegtuig          | |
| Goose (Gans)                       | Kokusai Ku-8                     | Leger Type 4 Speciaal Transport Zweefvliegtuig         | Zie "Gander" |
| Grace                              | Aichi B7A                        | Marine Vliegdekschip Aanvalsbommenwerper               | |
| Gus                                | Nakajima AT-27                   | -                                                      | Fictief vliegtuig. Verscheen als "droomontwerp" in en Japans modelbouw blad en werd door een vertaalfout door de geallieerden tot juni 1943 als serieus vliegtuig geacht. |
| Gwen                               | Mitsubishi Ki-21-IIb             | Leger Type 0 Gemiddelde Bommenwerper                   | Doordat bij de Ki-21-IIb de karakteristieke dorsale turret was veranderd, werd de naam Gwen toegekend omdat men dacht dat het om een andere bommenwerper ging. Toen bleek dat de Gwen een Ki-21 was liet men de naam Gwen vallen. |
| Hank                               | Aichi E10A                       | Marine Type 96 nachtverkenningswatervliegtuig          | |
| Hap/Hamp                           | Mitsubishi A6M3                  | Marine Type 0 Vliegdekschip Jager Model 32             | Omdat de A6M3 significant veranderd was ten opzichte van eerdere Zero's dachten de geallieerden dat het om een nieuw toestel ging en werd een nieuwe codenaam Hap toegekend, ter ere van Generaal H.H. "Hap" Arnold. Na een jaar werd dit veranderd in Hamp toen bleek dat Arnold niet blij was met de codenaam. Ook de naam Zero werd alsnog veel gebruikt voor dit toestel.                    |
| Harry                              | Mitsubishi TK-4                  | -                                                      | Fictief vliegtuig. Verscheen als "droomontwerp" in en Japans modelbouw blad en werd door een vertaalfout door de geallieerden als serieus vliegtuig geacht. Origineel zou dit toestel Frank genoemd gaan worden, naar Frank McCoy. Toen het verschijnen van het toestel op zich liet wachten veranderde McCoy de naam van de TK-4 in Harry, en gaf zijn eigen naam aan de nieuwe Nakajima Ki-84. |
| Helen                              | Nakajima Ki-49                   | Leger Type 100 Zware Bommenwerper                      | |
| Hickory (Carya)                    | Tachikawa Ki-54                  | Leger Type 1 Lesvliegtuig                              | |
| Ida                                | Tachikawa Ki-36                  | Leger Type 98 Gezamenlijk verkenningsvliegtuig         | Zelfde vliegtuig als de Ki-55, gevechts- en Kamikaze uitvoering. |
| Ida                                | Tachikawa Ki-55                  | Leger Type 99 Geavanceerd Lesvliegtuig                 | Zelfde vliegtuig als de Ki-36, Lesuitvoering. |
| Ione                               | Aichi AI-104                     | Marine Type 98 VerkenningsWatervliegtuig               | Fictief Vliegtuig. Het vliegtuig verscheen nooit in Japanse documenten, maar aangenomen wordt dat dit een verkeerd geïdentificeerde CANT Z.506 is. Vernoemd naar Ione Belvin, de vrouw van een vriend van McCoy. |
| Irene                              | Junkers Ju 87                    |                                                        | Toen een Junkers Ju 87A werd geïmporteerd door Japan werd verwacht dat het toestel in licentieproductie genomen zou worden en werd de codenaam Irene toegewezen. |
| Irving                             | Nakajima J1N                     | Marine Type 2 Land Verkenningsvliegtuig                | |
| Jack                               | Mitsubishi J2M                   | Marine Onderscheppingsjager                            | |
| Jake                               | Aichi E13A                       | Marine Type 0 VerkenningsWatervliegtuig                | |
| Jane                               | Mitsubishi Ki-21                 | Leger Type 97 Zware Bommenwerper                       | |
| Janice                             | Junkers Ju 88A-5                 |                                                        | Toen vliegtuigen soortgelijk aan de Ju-88 werden gespot, werd de naam Janice toegekend. Hoewel de Ju-88 nooit in dienst is geweest bij Japan, lijkt het vliegtuig er op de Kyushu Q1W1 Lorna. |
| Jean                               | Yokosuka B4Y                     | Marine Type 96 Vliegdekschip Aanvalsbommenwerper       | Vernoemd naar de vrouw van generaal Douglas MacArthur. |
| Jerry                              | Heinkel He 112                   | Heinkel Marine Type He Onderscheppingsjager (A7He1)    | |
| Jill                               | Nakajima B6N                     | Marine Vliegdekschip Aanvalsbommenwerper               | |
| Jim                                | Nakajima Ki-43                   |                                                        | Dubbele waarneming van de Ki-43. Toen bleek dat de Jim en Oscar hetzelfde toestel waren liet men de naam Jim vallen. |
| Joan                               | -                                | -                                                      | De Joan was beschreven als de Type 99 viermotorige vliegende boot. Hoewel dit toestel nooit bestaan heeft kunnen de waarnemingen H6K's en H5Y's geweest zijn. |
| Joe                                | Type T.K.19 eenzitsjager         |                                                        | Fictief vliegtuig. Verscheen als "droomontwerp" in en Japans modelbouw blad en werd door een vertaalfout door de geallieerden als serieus vliegtuig geacht. |
| Judy                               | Yokosuka D4Y                     | Marine Type 2 Vliegdekschip Verkenningsvliegtuig       | |
| Julia                              | Kawasaki Ki-48                   | Leger Type 97 Zware Bommenwerper                       | Verkeerd geïdentificeerde Ki-49. Gedurende de Tweede Chinees-Japanse Oorlog werden vliegtuigen waargenomen waarvan op basis van slechte tekeningen en notities aanvankelijk werd gedacht dat het een ander toestel was. |
| June                               | Watanabe E13A1                   | Marine Type 0 Verkenningswatervliegtuig                | Aanvankelijk werd gedacht dat het om een Aichi D3A op drijvers ging en werd de codenaam June toegekend. Toen bleek dat de E13A1 een apart vliegtuig was werd dit vervangen door "Jake". |
| Kate                               | Nakajima B5N                     | Marine Type 97-1 Vliegdekschip Aanvalsbommenwerper     | |
| Laura                              | Aichi E11A                       | Marine Type 98 Verkenningswatervliegtuig               | |
| Lily                               | Kawasaki Ki-48                   | Leger Type 99 Twee-motorige Lichte Bommenwerper        | |
| Liz                                | Nakajima G5N                     | Marine Experimentele 13-Shi Aanvalsbommenwerper        | Vernoemd naar de dochter van McCoy, Elizabeth. |
| Lorna                              | Kyushu Q1W                       | Marine Patrouillevliegtuig                             | |
| Louise                             | Mitsubishi Ki-2-II               | Leger Type 93-2 Twee-motorige lichte Bommenwerper      | |
| Luke                               | Mitsubishi J4M                   | Marine Experimentele 17-Shi Onderschepper              | |
| Mabel                              | Mitsubishi B5M                   | Marine Type 97-2 Vliegdekschip Aanvalsbommenwerper     | |
| Mary                               | Kawasaki Ki-32                   | Leger Type 98 Lichte Bommenwerper met één motor        | |
| Mavis                              | Kawanishi H6K                    | Marine Type 97 Grote Vliegende Boot                    | |
| Mike                               | Kawasaki Ki-61                   | Leger Type 3 Jager                                     | Van de Ki-61 werd eerst gedacht dat het om de Duitse Messerschmitt Bf 109 ging. Later werd de naam Tony toegekend. |
| Millie                             | Vultee V-11GB                    | Type 98 Showa Lichte Bommenwerper                      | |
| Myrt                               | Nakajima C6N                     | Marine Vliegdekschip Verkenningsvliegtuig              | |
| Nate                               | Nakajima Ki-27                   | Leger Type 97 Jager                                    | |
| Nell                               | Mitsubishi G3M                   | Marine Type 96 Aanvalsbommenwerper                     | Vernoemd naar de vrouw van een officier in Melbourne |
| Nick                               | Kawasaki Ki-45                   | Leger Type 2 Tweezits Jager                            | |
| Norm                               | Kawanishi E15K                   | Marine Type 2 Hoge snelheids Verkenningswatervliegtuig | |
| Norma                              | Mitsubishi C5M                   | Marine Type 98 Verkenningsvliegtuig                    | Zelfde vliegtuig als de Ki-15 maar dan in Marinedienst. Toen men erachter kwam dat dit hetzelfde vliegtuig was verviel de naam Norma |
| Oak (Eik)                          | Kyushu K10W                      | Marine Type 2 Tussenlesvliegtuig                       | |
| Omar                               | Sukukaze 20                      |                                                        | Fictief vliegtuig. Verscheen als "droomontwerp" in en Japans modelbouw blad en werd door een vertaalfout door de geallieerden als serieus vliegtuig geacht. |
| Oscar                              | Nakajima Ki-43                   | Leger Type 1 Jager                                     | |
| Pat/Patsy                          | Tachikawa Ki-74                  | -                                                      | Aanvankelijk werd gedacht dat de Ki-74 een zware jager moest worden en kreeg de codenaam Pat. Toen later bleek dat de Ki-74 een bommenwerper was werd dit verander in Patsy. |
| Paul                               | Aichi E16A                       | Marine Verkenningswatervliegtuig                       | |
| Peggy                              | Mitsubishi Ki-67                 | Leger Type 4 Zware Bommenwerper                        | |
| Perry                              | Kawasaki Ki-10                   | Leger Type 95 Jager                                    | |
| Pete                               | Mitsubishi F1M                   | Marine Type 0 Observatiewatervliegtuig                 | |
| Pine (Den)                         | Mitsubishi K3M                   | Marine Type 90 bemanningslesvliegtuig                  | |
| Randy                              | Kawasaki Ki-102                  | Leger Type 4 Aanvalsvliegtuig                          | |
| Ray                                | Mitsubishi A6M Zero              | Mitsubishi Type 1 Jager                                | Verkeerd geïdentificeerde Zero. Toen bleek dat het een duplicaat was verviel de naam. |
| Rex                                | Kawanishi N1K                    | Marine Jager Watervliegtuig                            | |
| Rita                               | Nakajima G8N                     | Marine Type 18 Land Aanvalsvliegtuig                   | |
| Rob                                | Kawasaki Ki-64                   | -                                                      | |
| Rufe                               | Nakajima A6M2-N                  | Marine Type 2 Onderschepper/Jager-Bommenwerper         | |
| Ruth                               | Fiat BR.20                       | Leger Type I Zware Bommenwerper                        | |
| Sally                              | Mitsubishi Ki-21                 | Leger Type 97 Zware Bommenwerper                       | |
| Sam                                | Mitsubishi A7M                   | Marine Experimenteel Vliegdekschip Jager               | |
| Sandy                              | Mitsubishi A5M                   | Marine Type 96 Vliegdekschip Jager                     | Gereserveerd voor een A5M variant met meeuwenvleugels. Toen deze variant niet werd aangetroffen verviel de naam. |
| Slim                               | Watanabe E9W                     | Marine Type 96 Klein Verkenningswatervliegtuig         | |
| Sonia                              | Mitsubishi Ki-51                 | Leger Type 99 Aanvals vliegtuig                        | |
| Spruce (Spar)                      | Tachikawa Ki-9                   | Leger Type 95-1 Tussenlesvliegtuig                     | |
| Stella                             | Kokusai Ki-76                    | Leger Type 3 Commando Verbindingsvliegtuig             | |
| Steve                              | Mitsubishi Ki-74                 | -                                                      | Gebaseerd op in handen gevallen documenten dachten de geallieerden dat de Ki-74 prototype in dienst ging treden, en gaven de codenaam Steve. |
| Susie                              | Aichi D1A                        | Marine Type 94/96 Vliegdekschip Bommenwerper           | |
| Tabby                              | Douglas DC-3/ Showa/Nakajima L2D | Marine Type 0 Transport                                | |
| Tess                               | Douglas DC-2                     | Marine Transport                                       | |
| Thalia                             | Kawasaki Ki-56                   | Leger Type 1 Vrachttransport                           | |
| Thelma                             | Lockheed Model 14                | Leger Type Ro Transport                                | |
| Theresa                            | Kokusai Ki-59                    | Leger Type 1 Transport                                 | |
| Thora                              | Nakajima Ki-34                   | Leger Type 97 Transport                                | |
| Tillie                             | Yokosuka H7Y                     | Marine Type 12 Speciale vliegende boot                 | |
| Tina                               | Yokosuka L3Y                     | Marine Type 96 Transport                               | |
| Toby                               | Lockheed L-14 Super Electra      | -                                                      | Oorspronkelijke naam voor civiele varianten van de Lockheed, later werd "Thelma" gebruikt voor zowel militaire als civiele toestellen. |
| Tojo                               | Nakajima Ki-44                   | Leger Type 2 Eenzits-jager                             | |
| Tony                               | Kawasaki Ki-61                   | Leger Type 3 Jager                                     | |
| Topsy                              | Mitsubishi Ki-57                 | Leger Type 100 Transport                               | |
| Topsy                              | Mitsubishi L4M                   | Marine Type 0 Transport                                | |
| Trixie                             | Junkers Ju 52                    | -                                                      | Gebaseerd op rapportages dat de Junkers Ju-52 in Japanse dienst zou zijn werd de codenaam Trixie toegekend. Hoewel Lufthansa Japan bezocht heeft met een Ju-52, zijn er geen verkopen geweest en is het toestel nooit in Japanse militaire dienst geweest. |
| Trudy                              | Focke-Wulf Fw 200K               | -                                                      | Amerikaanse inlichtingen waren op de hoogte van Japanse interesse in de Fw-200 na een bezoek aan Japan en de code naam Trudy werd toegewezen. Desondanks werden er geen leveringen gemaakt. |
| Val                                | Aichi D3A                        | Marine Type 99 Duikbommenwerper                        | Vernoemd naar een Sergeant in het Australische Leger |
| Willow (Wilg)                      | Yokosuka K5Y                     | Marine Type 93 Tussenlesvliegtuig                      | |
| Zeke or Zero                       | Mitsubishi A6M                   | Marine Type 0 Vliegdekschip Jager                      | Zeke was de officiële codenaam, maar militair personeel bleef de oorspronkelijke naam Zero gebruiken, een vertaling van de naam Rei-sen, de Japanse naam voor het vliegtuig. |